# Eleições presidenciais portuguesas de 2021 no distrito de Castelo Branco
| Eleições presidenciais portuguesas de 2021 Distritos: Aveiro \| Beja \| Braga \| Bragança \| Castelo Branco \| Coimbra \| Évora \| Faro \| Guarda \| Leiria \| Lisboa \| Portalegre \| Porto \| Santarém \| Setúbal \| Viana do Castelo \| Vila Real \| Viseu \| Açores \| Madeira \| Estrangeiro |

## Resultados por Concelho
Os resultados nos concelhos do Distrito de Castelo Branco foram os seguintes:

### Belmonte
| Candidato               | Candidato               | Votos | %               |
| ----------------------- | ----------------------- | ----- | --------------- |
|                         | Marcelo Rebelo de Sousa | 1 311 | 60,32 / 100,00  |
|                         | André Ventura           | 302   | 14,13 / 100,00  |
|                         | Ana Gomes               | 256   | 11,97 / 100,00  |
|                         | Marisa Matias           | 101   | 4,72 / 100,00   |
|                         | João Ferreira           | 76    | 3,55 / 100,00   |
|                         | Vitorino Silva          | 51    | 2,39 / 100,00   |
|                         | Tiago Mayan Gonçalves   | 41    | 1,92 / 100,00   |
| Votos Inválidos         | Votos Inválidos         | 38    | 1,74 / 100,00   |
| Total                   | Total                   | 2 176 | 100,00 / 100,00 |
| Eleitorado/Participação | Eleitorado/Participação | 6 057 | 35,93 / 100,00  |

| Freguesia                   | %     | %     | %     | %    | %    | %    | %    | Votantes |
| Freguesia                   | MRS   | AV    | AG    | MM   | JF   | VS   | TMG  | Votantes |
| --------------------------- | ----- | ----- | ----- | ---- | ---- | ---- | ---- | -------- |
| Freguesia                   |       |       |       |      |      |      |      | Votantes |
| Belmonte e Colmeal da Torre | 59,90 | 15,75 | 11,12 | 5,31 | 4,38 | 1,85 | 1,68 | 1 205    |
| Caria                       | 58,81 | 14,83 | 14,99 | 3,46 | 2,47 | 2,64 | 2,80 | 618      |
| Inguias                     | 72,43 | 7,48  | 8,41  | 4,21 | 1,87 | 5,61 | 0    | 219      |
| Maçainhas                   | 67,69 | 6,92  | 11,54 | 6,15 | 3,85 | 0,77 | 3,08 | 134      |
| Belmonte                    | 61,32 | 14,13 | 11,97 | 4,72 | 3,55 | 2,39 | 1,92 | 2 176    |

### Castelo Branco
| Candidato               | Candidato               | Votos  | %               |
| ----------------------- | ----------------------- | ------ | --------------- |
|                         | Marcelo Rebelo de Sousa | 11 815 | 57,79 / 100,00  |
|                         | André Ventura           | 3 670  | 17,95 / 100,00  |
|                         | Ana Gomes               | 2 431  | 11,89 / 100,00  |
|                         | Marisa Matias           | 801    | 3,92 / 100,00   |
|                         | João Ferreira           | 687    | 3,36 / 100,00   |
|                         | Vitorino Silva          | 547    | 2,68 / 100,00   |
|                         | Tiago Mayan Gonçalves   | 492    | 2,41 / 100,00   |
| Votos Inválidos         | Votos Inválidos         | 345    | 2,14 / 100,00   |
| Total                   | Total                   | 20 888 | 100,00 / 100,00 |
| Eleitorado/Participação | Eleitorado/Participação | 48 679 | 42,91 / 100,00  |

| Freguesia                        | %     | %     | %     | %    | %     | %    | %    | Votantes |
| Freguesia                        | MRS   | AV    | AG    | MM   | JF    | VS   | TMG  | Votantes |
| -------------------------------- | ----- | ----- | ----- | ---- | ----- | ---- | ---- | -------- |
| Freguesia                        |       |       |       |      |       |      |      | Votantes |
| Alcains                          | 59,44 | 14,81 | 12,88 | 5,06 | 3,19  | 2,44 | 2,19 | 1 633    |
| Almaceda                         | 61,01 | 15,09 | 11,32 | 3,14 | 4,40  | 3,77 | 1,26 | 163      |
| Benquerenças                     | 63,47 | 14,76 | 8,49  | 3,69 | 2,21  | 4,80 | 2,58 | 278      |
| Castelo Branco                   | 53,67 | 20,20 | 13,14 | 4,04 | 3,50  | 2,49 | 2,96 | 13 588   |
| Cebolais de Cima e Retaxo        | 60,64 | 12,61 | 11,48 | 4,90 | 5,74  | 3,08 | 1,54 | 729      |
| Escalos de Baixo e Mata          | 66,50 | 17,23 | 7,04  | 3,64 | 1,21  | 3,88 | 0,49 | 421      |
| Escalos de Cima e Lousa          | 67,11 | 14,47 | 6,77  | 4,32 | 2,26  | 4,32 | 0,75 | 542      |
| Freixial e Juncal do Campo       | 68,71 | 11,66 | 7,36  | 3,68 | 2,76  | 4,91 | 0,92 | 337      |
| Lardosa                          | 67,81 | 15,95 | 6,84  | 2,56 | 2,56  | 3,99 | 0,28 | 357      |
| Louriçal do Campo                | 76,47 | 9,95  | 6,33  | 1,81 | 1,36  | 2,71 | 1,36 | 225      |
| Malpica do Tejo                  | 58,17 | 13,07 | 7,84  | 6,54 | 12,42 | 0,65 | 1,31 | 157      |
| Monforte da Beira                | 61,49 | 16,89 | 12,84 | 4,05 | 2,03  | 0,68 | 2,03 | 153      |
| Ninho do Açor e Sobral do Campo  | 70,99 | 12,63 | 6,83  | 2,05 | 2,73  | 2,73 | 2,05 | 300      |
| Póvoa de Rio de Moinhos e Cafede | 68,68 | 15,80 | 6,03  | 3,45 | 1,15  | 4,02 | 0,86 | 361      |
| Salgueiro do Campo               | 68,61 | 10,03 | 10,68 | 2,91 | 2,59  | 3,24 | 1,94 | 316      |
| Santo André das Tojeiras         | 73,36 | 14,75 | 4,10  | 2,05 | 2,87  | 1,64 | 1,23 | 249      |
| São Vicente da Beira             | 66,67 | 11,35 | 13,00 | 1,42 | 4,02  | 2,60 | 0,95 | 435      |
| Sarzedas                         | 75,66 | 8,99  | 8,33  | 2,85 | 1,97  | 1,75 | 0,44 | 467      |
| Tinalhas                         | 64,57 | 19,43 | 10,29 | 1,71 | 1,71  | 1,71 | 0,57 | 177      |
| Castelo Branco                   | 57,79 | 17,95 | 11,89 | 3,92 | 3,66  | 2,68 | 2,41 | 20 888   |

### Covilhã
| Candidato               | Candidato               | Votos  | %               |
| ----------------------- | ----------------------- | ------ | --------------- |
|                         | Marcelo Rebelo de Sousa | 11 792 | 61,55 / 100,00  |
|                         | Ana Gomes               | 2 655  | 13,86 / 100,00  |
|                         | André Ventura           | 1 829  | 9,55 / 100,00   |
|                         | João Ferreira           | 1 033  | 5,39 / 100,00   |
|                         | Marisa Matias           | 916    | 4,78 / 100,00   |
|                         | Vitorino Silva          | 483    | 2,52 / 100,00   |
|                         | Tiago Mayan Gonçalves   | 449    | 2,34 / 100,00   |
| Votos Inválidos         | Votos Inválidos         | 336    | 1,72 / 100,00   |
| Total                   | Total                   | 19 493 | 100,00 / 100,00 |
| Eleitorado/Participação | Eleitorado/Participação | 44 499 | 43,81 / 100,00  |

| Freguesia                        | %     | %     | %     | %     | %    | %    | %    | Votantes |
| Freguesia                        | MRS   | AG    | AV    | JF    | MM   | VS   | TMG  | Votantes |
| -------------------------------- | ----- | ----- | ----- | ----- | ---- | ---- | ---- | -------- |
| Freguesia                        |       |       |       |       |      |      |      | Votantes |
| Aldeia de São Francisco de Assis | 68,53 | 5,60  | 10,78 | 4,74  | 6,90 | 2,59 | 0,86 | 235      |
| Barco e Coutada                  | 66,06 | 11,93 | 9,17  | 1,22  | 3,98 | 5,20 | 2,45 | 339      |
| Boidobra                         | 58,10 | 13,23 | 11,70 | 6,35  | 4,74 | 2,60 | 3,29 | 1 335    |
| Cantar-Galo e Vila do Carvalho   | 66,67 | 9,65  | 9,21  | 5,64  | 5,27 | 2,15 | 1,41 | 1 369    |
| Casegas e Ourondo                | 66,67 | 9,66  | 10,14 | 5,80  | 4,83 | 2,42 | 0,48 | 208      |
| Cortes do Meio                   | 64,97 | 9,89  | 7,91  | 6,50  | 7,63 | 1,98 | 1,13 | 358      |
| Covilhã e Canhoso                | 59,59 | 17,22 | 8,00  | 5,23  | 4,88 | 2,11 | 2,97 | 7 623    |
| Dominguizo                       | 59,62 | 16,53 | 10,57 | 3,52  | 5,15 | 3,25 | 1,36 | 377      |
| Erada                            | 76,64 | 9,03  | 7,79  | 0,93  | 3,12 | 1,25 | 1,25 | 323      |
| Ferro                            | 57,53 | 13,11 | 10,96 | 3,13  | 6,07 | 5,68 | 3,52 | 520      |
| Orjais                           | 72,52 | 8,94  | 5,96  | 1,66  | 5,30 | 3,64 | 1,99 | 308      |
| Paul                             | 63,35 | 9,21  | 15,10 | 4,97  | 3,68 | 2,58 | 1,10 | 550      |
| Peraboa                          | 60,62 | 16,62 | 14,46 | 0,92  | 0,92 | 4,00 | 2,46 | 330      |
| Peso e Vales do Rio              | 70,47 | 9,53  | 8,79  | 3,18  | 5,05 | 1,31 | 1,68 | 552      |
| São Jorge da Beira               | 70,29 | 11,72 | 7,11  | 2,93  | 4,18 | 2,93 | 0,84 | 245      |
| Sobral de São Miguel             | 69,13 | 6,04  | 10,74 | 4,70  | 4,03 | 4,03 | 1,34 | 150      |
| Teixoso e Sarzedo                | 64,12 | 12,24 | 9,81  | 4,03  | 4,66 | 3,13 | 2,02 | 1 463    |
| Tortosendo                       | 54,10 | 14,97 | 11,47 | 10,62 | 4,39 | 2,33 | 2,11 | 2 265    |
| Unhais da Serra                  | 69,10 | 9,93  | 7,87  | 3,75  | 5,62 | 2,25 | 1,50 | 544      |
| Vale Formoso e Aldeia do Souto   | 68,09 | 8,56  | 12,06 | 4,67  | 2,72 | 3,11 | 0,78 | 264      |
| Verdelhos                        | 63,08 | 11,54 | 6,92  | 5,38  | 5,38 | 5,38 | 2,31 | 135      |
| Covilhã                          | 61,55 | 13,86 | 9,55  | 5,39  | 4,78 | 2,52 | 2,34 | 19 493   |

### Fundão
| Candidato               | Candidato               | Votos  | %               |
| ----------------------- | ----------------------- | ------ | --------------- |
|                         | Marcelo Rebelo de Sousa | 6 493  | 61,68 / 100,00  |
|                         | André Ventura           | 1 497  | 14,22 / 100,00  |
|                         | Ana Gomes               | 1 210  | 11,49 / 100,00  |
|                         | Marisa Matias           | 501    | 4,76 / 100,00   |
|                         | João Ferreira           | 311    | 2,95 / 100,00   |
|                         | Vitorino Silva          | 277    | 2,63 / 100,00   |
|                         | Tiago Mayan Gonçalves   | 238    | 2,26 / 100,00   |
| Votos Inválidos         | Votos Inválidos         | 219    | 2,04 / 100,00   |
| Total                   | Total                   | 10 746 | 100,00 / 100,00 |
| Eleitorado/Participação | Eleitorado/Participação | 25 657 | 41,88 / 100,00  |

| Freguesia                           | %     | %     | %     | %     | %    | %    | %    | Votantes |
| Freguesia                           | MRS   | AV    | AG    | MM    | JF   | VS   | TMG  | Votantes |
| ----------------------------------- | ----- | ----- | ----- | ----- | ---- | ---- | ---- | -------- |
| Freguesia                           |       |       |       |       |      |      |      | Votantes |
| Alcaide                             | 66,80 | 11,33 | 7,03  | 5,86  | 4,30 | 1,95 | 2,73 | 259      |
| Alcaria                             | 61,38 | 13,39 | 11,16 | 5,13  | 4,24 | 2,23 | 2,46 | 454      |
| Alcongosta                          | 64,71 | 12,83 | 8,02  | 8,56  | 1,60 | 3,21 | 1,07 | 190      |
| Alpedrinha                          | 60,07 | 17,11 | 9,73  | 4,70  | 3,02 | 1,68 | 3,69 | 303      |
| Barroca                             | 73,27 | 7,83  | 11,06 | 2,30  | 0,46 | 4,61 | 0,46 | 222      |
| Bogas de Cima                       | 61,34 | 20,17 | 7,56  | 3,36  | 0,84 | 5,04 | 1,68 | 120      |
| Capinha                             | 72,88 | 11,02 | 5,93  | 5,93  | 3,39 | 0    | 0,85 | 121      |
| Castelejo                           | 67,43 | 12,05 | 7,82  | 5,86  | 3,58 | 1,95 | 1,30 | 318      |
| Castelo Novo                        | 69,60 | 11,20 | 11,20 | 5,60  | 0    | 1,60 | 0,80 | 126      |
| Enxames                             | 67,48 | 12,27 | 7,36  | 6,13  | 3,07 | 1,84 | 1,84 | 168      |
| Fatela                              | 66,49 | 13,83 | 7,98  | 6,38  | 1,60 | 2,66 | 1,06 | 191      |
| Fundão                              | 57,20 | 14,57 | 13,96 | 5,10  | 3,46 | 2,70 | 3,01 | 5 189    |
| Janeiro de Cima e Bogas de Baixo    | 79,78 | 12,36 | 2,81  | 2,25  | 1,12 | 1,69 | 0    | 181      |
| Lavacolhos                          | 62,22 | 7,78  | 14,44 | 10,00 | 2,22 | 3,33 | 0    | 92       |
| Orca                                | 71,90 | 9,92  | 6,61  | 3,31  | 4,13 | 3,72 | 0,41 | 246      |
| Pero Viseu                          | 64,59 | 15,56 | 9,73  | 3,50  | 1,95 | 4,67 | 0    | 260      |
| Póvoa de Atalaia e Atalaia do Campo | 58,29 | 25,43 | 10,00 | 3,14  | 1,43 | 0,86 | 0,86 | 356      |
| Silvares                            | 67,17 | 11,53 | 13,78 | 3,01  | 1,25 | 2,01 | 1,25 | 410      |
| Soalheira                           | 61,52 | 21,21 | 5,76  | 3,64  | 3,33 | 1,82 | 2,73 | 334      |
| Souto da Casa                       | 61,43 | 11,60 | 14,33 | 4,44  | 3,41 | 3,41 | 1,37 | 301      |
| Telhado                             | 65,38 | 15,38 | 5,77  | 5,38  | 3,08 | 3,46 | 1,54 | 266      |
| Três Povos                          | 69,01 | 13,38 | 9,86  | 2,46  | 1,41 | 1,41 | 2,46 | 294      |
| Vale de Prazeres e Mata da Rainha   | 69,53 | 9,47  | 9,17  | 3,55  | 1,78 | 4,44 | 2,07 | 345      |
| Fundão                              | 61,68 | 14,22 | 11,49 | 4,76  | 2,95 | 2,63 | 2,26 | 10 746   |

### Idanha-a-Nova
| Candidato               | Candidato               | Votos | %               |
| ----------------------- | ----------------------- | ----- | --------------- |
|                         | Marcelo Rebelo de Sousa | 1 840 | 59,90 / 100,00  |
|                         | André Ventura           | 546   | 17,77 / 100,00  |
|                         | Ana Gomes               | 365   | 11,88 / 100,00  |
|                         | João Ferreira           | 108   | 3,52 / 100,00   |
|                         | Marisa Matias           | 94    | 3,06 / 100,00   |
|                         | Vitorino Silva          | 90    | 2,93 / 100,00   |
|                         | Tiago Mayan Gonçalves   | 29    | 0,94 / 100,00   |
| Votos Inválidos         | Votos Inválidos         | 91    | 2,88 / 100,00   |
| Total                   | Total                   | 3 163 | 100,00 / 100,00 |
| Eleitorado/Participação | Eleitorado/Participação | 8 003 | 39,52 / 100,00  |

| Freguesia                           | %     | %     | %     | %    | %    | %    | %    | Votantes |
| Freguesia                           | MRS   | AV    | AG    | JF   | MM   | VS   | TMG  | Votantes |
| ----------------------------------- | ----- | ----- | ----- | ---- | ---- | ---- | ---- | -------- |
| Freguesia                           |       |       |       |      |      |      |      | Votantes |
| Aldeia de Santa Margarida           | 60,61 | 14,14 | 14,14 | 2,02 | 4,04 | 4,04 | 1,01 | 102      |
| Idanha-a-Nova e Alcafozes           | 57,18 | 18,76 | 11,75 | 4,29 | 2,94 | 4,29 | 0,79 | 909      |
| Ladoeiro                            | 59,84 | 21,81 | 10,11 | 1,06 | 3,72 | 2,66 | 0,80 | 382      |
| Medelim                             | 77,32 | 10,31 | 6,19  | 4,12 | 1,03 | 0    | 1,03 | 101      |
| Monfortinho e Salvaterra do Extremo | 60,47 | 23,26 | 6,51  | 3,72 | 3,72 | 0,47 | 1,86 | 220      |
| Monsanto e Idanha-a-Velha           | 69,30 | 11,40 | 11,40 | 0,88 | 3,07 | 3,95 | 0    | 233      |
| Oledo                               | 69,53 | 9,38  | 6,25  | 7,03 | 1,56 | 5,47 | 0,78 | 129      |
| Penha Garcia                        | 61,28 | 17,29 | 12,78 | 4,51 | 2,26 | 1,13 | 0,75 | 280      |
| Proença-a-Velha                     | 63,16 | 26,32 | 1,75  | 0    | 1,75 | 7,02 | 0    | 60       |
| Rosmaninhal                         | 61,74 | 24,35 | 4,35  | 2,61 | 3,48 | 0    | 3,48 | 116      |
| São Miguel de Acha                  | 53,76 | 15,05 | 16,13 | 5,38 | 2,69 | 6,99 | 0    | 195      |
| Toulões                             | 69,57 | 16,30 | 9,78  | 0    | 2,17 | 0    | 2,17 | 95       |
| Zebreira e Segura                   | 49,70 | 16,46 | 23,17 | 4,88 | 4,27 | 0,30 | 1,22 | 341      |
| Idanha-a-Nova                       | 59,90 | 17,77 | 11,88 | 3,52 | 3,06 | 2,93 | 0,94 | 3 163    |

### Oleiros
| Candidato               | Candidato               | Votos | %               |
| ----------------------- | ----------------------- | ----- | --------------- |
|                         | Marcelo Rebelo de Sousa | 1 539 | 74,38 / 100,00  |
|                         | André Ventura           | 213   | 10,29 / 100,00  |
|                         | Ana Gomes               | 146   | 7,06 / 100,00   |
|                         | Marisa Matias           | 61    | 2,95 / 100,00   |
|                         | Vitorino Silva          | 48    | 2,32 / 100,00   |
|                         | Tiago Mayan Gonçalves   | 35    | 1,69 / 100,00   |
|                         | João Ferreira           | 27    | 1,30 / 100,00   |
| Votos Inválidos         | Votos Inválidos         | 75    | 3,50 / 100,00   |
| Total                   | Total                   | 2 144 | 100,00 / 100,00 |
| Eleitorado/Participação | Eleitorado/Participação | 4 704 | 45,58 / 100,00  |

| Freguesia                | %     | %     | %     | %    | %    | %    | %    | Votantes |
| Freguesia                | MRS   | AV    | AG    | MM   | VS   | TMG  | JF   | Votantes |
| ------------------------ | ----- | ----- | ----- | ---- | ---- | ---- | ---- | -------- |
| Freguesia                |       |       |       |      |      |      |      | Votantes |
| Álvaro                   | 89,02 | 6,10  | 2,44  | 0    | 1,22 | 0    | 1,22 | 83       |
| Cambas                   | 82,95 | 10,23 | 2,27  | 2,27 | 2,27 | 0    | 0    | 92       |
| Estreito - Vilar Barroco | 75,18 | 10,02 | 7,40  | 2,39 | 1,43 | 2,63 | 0,95 | 437      |
| Isna                     | 91,46 | 4,88  | 1,22  | 1,22 | 1,22 | 0    | 0    | 93       |
| Madeirã                  | 78,46 | 6,15  | 7,69  | 1,54 | 3,08 | 1,54 | 1,54 | 67       |
| Mosteiro                 | 85,50 | 4,58  | 2,29  | 2,29 | 3,05 | 1,53 | 0,76 | 134      |
| Oleiros - Amieira        | 68,53 | 12,83 | 8,82  | 3,68 | 3,13 | 1,56 | 1,45 | 919      |
| Orvalho                  | 68,87 | 11,26 | 8,61  | 3,97 | 1,99 | 1,99 | 3,31 | 156      |
| Sarnadas de São Simão    | 72,15 | 6,33  | 11,39 | 3,80 | 0    | 5,06 | 1,27 | 82       |
| Sobral                   | 85,53 | 7,89  | 1,32  | 2,63 | 1,32 | 0    | 1,32 | 81       |
| Oleiros                  | 74,38 | 10,29 | 7,06  | 2,95 | 2,32 | 1,69 | 1,30 | 2 144    |

### Penamacor
| Candidato               | Candidato               | Votos | %               |
| ----------------------- | ----------------------- | ----- | --------------- |
|                         | Marcelo Rebelo de Sousa | 1 030 | 60,98 / 100,00  |
|                         | André Ventura           | 308   | 18,24 / 100,00  |
|                         | Ana Gomes               | 168   | 9,95 / 100,00   |
|                         | Marisa Matias           | 73    | 4,32 / 100,00   |
|                         | Vitorino Silva          | 64    | 3,79 / 100,00   |
|                         | João Ferreira           | 28    | 1,66 / 100,00   |
|                         | Tiago Mayan Gonçalves   | 18    | 1,07 / 100,00   |
| Votos Inválidos         | Votos Inválidos         | 38    | 2,20 / 100,00   |
| Total                   | Total                   | 1 727 | 100,00 / 100,00 |
| Eleitorado/Participação | Eleitorado/Participação | 4 324 | 39,94 / 100,00  |

| Freguesia                                     | %     | %     | %     | %    | %     | %    | %    | Votantes |
| Freguesia                                     | MRS   | AV    | AG    | MM   | VS    | JF   | TMG  | Votantes |
| --------------------------------------------- | ----- | ----- | ----- | ---- | ----- | ---- | ---- | -------- |
| Freguesia                                     |       |       |       |      |       |      |      | Votantes |
| Aldeia do Bispo, Águas e Aldeia de João Pires | 64,01 | 15,34 | 7,96  | 3,54 | 4,42  | 3,83 | 0,88 | 349      |
| Aranhas                                       | 64,12 | 23,66 | 6,87  | 5,34 | 0     | 0    | 0    | 133      |
| Benquerença                                   | 56,17 | 11,11 | 18,52 | 7,41 | 4,94  | 1,23 | 0,62 | 168      |
| Meimão                                        | 71,31 | 9,84  | 9,84  | 4,10 | 4,10  | 0    | 0,82 | 125      |
| Meimoa                                        | 62,12 | 13,64 | 11,36 | 4,55 | 3,03  | 2,27 | 3,03 | 135      |
| Pedrógão de São Pedro e Bemposta              | 68,92 | 17,57 | 6,76  | 2,03 | 3,38  | 1,35 | 0    | 150      |
| Penamacor                                     | 58,66 | 21,00 | 11,04 | 4,33 | 2,16  | 1,08 | 1,73 | 471      |
| Salvador                                      | 41,86 | 35,66 | 4,65  | 5,43 | 10,85 | 1,55 | 0    | 131      |
| Vale da Senhora da Póvoa                      | 65,63 | 12,50 | 12,50 | 1,56 | 4,69  | 1,56 | 1,56 | 65       |
| Penamacor                                     | 60,98 | 18,24 | 9,95  | 4,32 | 3,79  | 1,66 | 1,07 | 1 727    |

### Proença-a-Nova
| Candidato               | Candidato               | Votos | %               |
| ----------------------- | ----------------------- | ----- | --------------- |
|                         | Marcelo Rebelo de Sousa | 2 227 | 69,94 / 100,00  |
|                         | André Ventura           | 436   | 13,69 / 100,00  |
|                         | Ana Gomes               | 246   | 7,73 / 100,00   |
|                         | Marisa Matias           | 108   | 3,39 / 100,00   |
|                         | Vitorino Silva          | 73    | 2,29 / 100,00   |
|                         | João Ferreira           | 51    | 1,60 / 100,00   |
|                         | Tiago Mayan Gonçalves   | 43    | 1,35 / 100,00   |
| Votos Inválidos         | Votos Inválidos         | 67    | 2,06 / 100,00   |
| Total                   | Total                   | 3 251 | 100,00 / 100,00 |
| Eleitorado/Participação | Eleitorado/Participação | 6 893 | 47,16 / 100,00  |

| Freguesia                          | %     | %     | %    | %    | %    | %    | %    | Votantes |
| Freguesia                          | MRS   | AV    | AG   | MM   | VS   | JF   | TMG  | Votantes |
| ---------------------------------- | ----- | ----- | ---- | ---- | ---- | ---- | ---- | -------- |
| Freguesia                          |       |       |      |      |      |      |      | Votantes |
| Montes da Senhora                  | 72,56 | 14,80 | 5,78 | 2,89 | 2,53 | 1,08 | 0,36 | 284      |
| Proença-a-Nova e Peral             | 67,64 | 14,35 | 8,38 | 3,81 | 2,26 | 1,91 | 1,66 | 2 039    |
| São Pedro do Esteval               | 65,91 | 15,91 | 5,45 | 3,64 | 3,64 | 2,73 | 2,73 | 225      |
| Sobreira Formosa e Alvito da Beira | 76,80 | 10,66 | 7,35 | 2,31 | 1,87 | 0,58 | 0,43 | 703      |
| Proença-a-Nova                     | 69,94 | 13,69 | 7,73 | 3,39 | 2,29 | 1,60 | 1,35 | 3 251    |

### Sertã
| Candidato               | Candidato               | Votos  | %               |
| ----------------------- | ----------------------- | ------ | --------------- |
|                         | Marcelo Rebelo de Sousa | 4 151  | 69,69 / 100,00  |
|                         | André Ventura           | 768    | 12,89 / 100,00  |
|                         | Ana Gomes               | 488    | 8,19 / 100,00   |
|                         | Marisa Matias           | 220    | 3,69 / 100,00   |
|                         | Vitorino Silva          | 150    | 2,52 / 100,00   |
|                         | João Ferreira           | 94     | 1,58 / 100,00   |
|                         | Tiago Mayan Gonçalves   | 85     | 1,43 / 100,00   |
| Votos Inválidos         | Votos Inválidos         | 149    | 2,45 / 100,00   |
| Total                   | Total                   | 6 105  | 100,00 / 100,00 |
| Eleitorado/Participação | Eleitorado/Participação | 13 316 | 45,85 / 100,00  |

| Freguesia                                 | %     | %     | %    | %    | %    | %    | %    | Votantes |
| Freguesia                                 | MRS   | AV    | AG   | MM   | VS   | JF   | TMG  | Votantes |
| ----------------------------------------- | ----- | ----- | ---- | ---- | ---- | ---- | ---- | -------- |
| Freguesia                                 |       |       |      |      |      |      |      | Votantes |
| Cabeçudo                                  | 74,06 | 10,16 | 8,29 | 2,94 | 1,60 | 1,60 | 1,34 | 381      |
| Carvalhal                                 | 74,87 | 11,23 | 9,09 | 1,07 | 2,14 | 1,60 | 0    | 188      |
| Castelo                                   | 78,31 | 8,73  | 3,70 | 4,50 | 3,17 | 1,06 | 0,53 | 383      |
| Cernache do Bonjardim, Nesperal e Palhais | 65,99 | 16,46 | 8,01 | 4,01 | 2,69 | 1,82 | 1,02 | 1 400    |
| Cumeada e Marmeleiro                      | 74,40 | 13,31 | 7,85 | 2,05 | 1,02 | 0,68 | 0,68 | 303      |
| Ermida e Figueiredo                       | 75,78 | 17,39 | 3,11 | 1,86 | 1,86 | 0    | 0    | 167      |
| Pedrógão Pequeno                          | 70,45 | 12,15 | 8,91 | 4,86 | 1,62 | 1,62 | 0,40 | 253      |
| Sertã                                     | 67,06 | 12,13 | 9,53 | 4,09 | 3,11 | 1,87 | 2,21 | 2 423    |
| Troviscal                                 | 73,83 | 12,08 | 6,71 | 3,36 | 1,34 | 1,34 | 1,34 | 308      |
| Várzea dos Cavaleiros                     | 75,25 | 10,85 | 7,46 | 2,71 | 1,36 | 0,68 | 1,69 | 299      |
| Sertã                                     | 69,69 | 12,89 | 8,19 | 3,69 | 2,52 | 1,58 | 1,43 | 6 105    |

### Vila de Rei
| Candidato               | Candidato               | Votos | %               |
| ----------------------- | ----------------------- | ----- | --------------- |
|                         | Marcelo Rebelo de Sousa | 1 119 | 72,47 / 100,00  |
|                         | André Ventura           | 186   | 12,05 / 100,00  |
|                         | Ana Gomes               | 105   | 6,80 / 100,00   |
|                         | Vitorino Silva          | 53    | 3,43 / 100,00   |
|                         | Marisa Matias           | 31    | 2,01 / 100,00   |
|                         | Tiago Mayan Gonçalves   | 29    | 1,88 / 100,00   |
|                         | João Ferreira           | 21    | 1,36 / 100,00   |
| Votos Inválidos         | Votos Inválidos         | 70    | 4,33 / 100,00   |
| Total                   | Total                   | 1 614 | 100,00 / 100,00 |
| Eleitorado/Participação | Eleitorado/Participação | 2 727 | 59,19 / 100,00  |

| Freguesia        | %     | %     | %    | %    | %    | %    | %    | Votantes |
| Freguesia        | MRS   | AV    | AG   | VS   | MM   | TMG  | JF   | Votantes |
| ---------------- | ----- | ----- | ---- | ---- | ---- | ---- | ---- | -------- |
| Freguesia        |       |       |      |      |      |      |      | Votantes |
| Fundada          | 76,11 | 9,87  | 7,01 | 2,87 | 1,27 | 0    | 2,87 | 322      |
| São João do Peso | 80,65 | 9,68  | 0    | 0    | 3,23 | 3,23 | 3,23 | 64       |
| Vila de Rei      | 71,06 | 12,76 | 7,11 | 3,77 | 2,14 | 2,31 | 0,86 | 1 228    |
| Vila de Rei      | 72,47 | 12,05 | 6,80 | 3,43 | 2,01 | 1,88 | 1,36 | 1 614    |

### Vila Velha de Ródão
| Candidato               | Candidato               | Votos | %               |
| ----------------------- | ----------------------- | ----- | --------------- |
|                         | Marcelo Rebelo de Sousa | 853   | 64,92 / 100,00  |
|                         | André Ventura           | 165   | 12,56 / 100,00  |
|                         | Ana Gomes               | 142   | 10,81 / 100,00  |
|                         | João Ferreira           | 63    | 4,79 / 100,00   |
|                         | Marisa Matias           | 40    | 3,04 / 100,00   |
|                         | Vitorino Silva          | 33    | 2,51 / 100,00   |
|                         | Tiago Mayan Gonçalves   | 18    | 1,37 / 100,00   |
| Votos Inválidos         | Votos Inválidos         | 20    | 1,50 / 100,00   |
| Total                   | Total                   | 1 334 | 100,00 / 100,00 |
| Eleitorado/Participação | Eleitorado/Participação | 2 792 | 47,78 / 100,00  |

| Freguesia           | %     | %     | %     | %    | %    | %    | %    | Votantes |
| Freguesia           | MRS   | AV    | AG    | JF   | MM   | VS   | TMG  | Votantes |
| ------------------- | ----- | ----- | ----- | ---- | ---- | ---- | ---- | -------- |
| Freguesia           |       |       |       |      |      |      |      | Votantes |
| Fratel              | 67,00 | 7,50  | 13,00 | 6,00 | 4,50 | 2,00 | 0    | 203      |
| Perais              | 80,23 | 5,23  | 7,56  | 2,91 | 0    | 2,91 | 1,16 | 174      |
| Sarnadas de Ródão   | 60,95 | 20,48 | 10,00 | 1,90 | 2,38 | 2,38 | 1,90 | 217      |
| Vila Velha de Ródão | 61,89 | 13,39 | 11,20 | 5,74 | 3,55 | 2,60 | 1,64 | 740      |
| Vila Velha de Ródão | 64,92 | 12,56 | 10,81 | 4,79 | 3,04 | 2,51 | 1,37 | 1 334    |